# Борисевич, Георгий Христианович
Георгий Христианович (Хрисанфович) Борисевич (1914, Одесса, Херсонская губерния — 1981, Одесса) — советский футболист, защитник.
Воспитанник команды «Кожтрест» (Одесса). Выступал за команды мастеров «Динамо» Казань (1934—1937, 1947—1948), «Динамо» / «Пищевик» Одесса (1938—1939, 1940), команды КФК «Динамо» Казань (1938), «Пищевик» Одесса (1939).
В чемпионате СССР в 1938—1939 годах провёл 19 игр.
Работал маляром на Одесском заводе радиально-сверлильных станков.
Старший брат Иван также футболист.